# عربشاه (تکاب)
عربشاه (تکاب)، روستایی از توابع بخش مرکزی شهرستان تکاب در استان آذربایجان غربی ایران است.

## جمعیت
این روستا در دهستان انصار قرار دارد و براساس سرشماری مرکز آمار ایران در سال ۱۳۸۵، جمعیت آن ۵۳۸ نفر (۱۰۴ خانوار) بوده‌است.